# Sumet Yooto
Sumet Yooto (thailändisch สุเมธ อยู่โต, * 1. Juni 1984) ist ein Fußballtrainer und ehemaliger Fußballspieler.

## Karriere

### Spieler
Sumet Yooto stand von 2013 bis 2014 beim Chainat Hornbill FC unter Vertrag. Wo er vorher gespielt hat, ist unbekannt. Der Verein aus Chainat spielte in der ersten Liga des Landes, der Thai Premier League. Für Chainat absolvierte er zwei Erstligaspiele. Wo er von 2015 bis 2018 unter Vertrag stand, ist unbekannt. Seit 2019 steht er wieder bei Chainat unter Vertrag. Ende 2019 musste er mit dem Verein den Weg in die zweite Liga antregen.
Am 1. Januar 2021 beendete Yooto seine Karriere als Fußballspieler.

### Trainer
Schon während seiner aktiven Laufbahn als Fußballspieler war er vom 1. Januar 2019 bis 31. Juli 2021 Co-Trainer beim Chainat Horbnill FC. Nach der Entlassung von Ronald Boretti übernahm er am 1. August 2021 das Amt des Cheftrainers bei Hornbill. Bei dem Zweitligisten stand er bis Ende Mai 2022 als Trainer unter Vertrag. Am 1. Juni 2022 wurde er Technischer Direktor bei Hornbill. Nach der Entlassung von Daniel Blanco als Trainer übernahm er am 8. September 2022 als Interimstrainer den Verein.